# Estadio Ernesto Dickinson
Das Estadio Ernesto Dickinson ist ein Fußballstadion in der uruguayischen Stadt Salto, der Hauptstadt des gleichnamigen Departamento.
Das 6000 Zuschauer fassende Stadion steht im Eigentum der Intendencia Municipal de Salto und ist das größte im gesamten Departamento Salto.
Der seither nicht mehr existente Salto FC trug hier von 2003 bis 2005 seine Heimspiele in der uruguayischen zweiten Liga aus.